# 对氰基苯甲酸乙酯
对氰基苯甲酸乙酯是对氰基苯甲酸形成的酯类，化学式为C10H9NO2。

## 制备
对氰基苯甲酸乙酯可由对氨基苯甲酸乙酯和亚硝酸进行重氮化反应，再与氰化亚铜的氰化钠溶液进行桑德迈尔氰化反应，用甲苯萃取产物得到。